# Nattcaféet (Törneman)
Nattcaféet, ibland även Nattcafé, är en oljemålning av den svenske konstnären Axel Törneman. Den målades 1906 och är sedan 1907 utställd på Thielska galleriet i Stockholm. Det finns en tidigare version från 1905 som ingår i Nya Wermlands-Tidningens konstsamling.
Nattcaféet innebar ett stort genombrott för Törneman och banade väg för modernismen i Sverige. Törneman förklarade att han ville skildra "hela det njutningsrika fjärilsfladdrande franska livet". I dessa två målningar framträder människor i Paris dekadenta nattliv med absintbeslöjade blickar. Törneman hämtade motivet från det färgsprakande Café du Rat Mort (Döda råttans café) som egentligen hette Le Café Pigalle. Det låg i det bohemiska Montmartre och var känt för sina kabarékvällar. 
Den första versionen målades i Paris hösten 1905 och kännetecknas av ett iskallt ljus från elektriska lampor. Det senare var en modernitet som Törneman återkom till i Kring lampan från 1907. 
Den andra versionen färdigställde han våren 1906 hemma hos föräldrarna i Persberg i Värmland. Den är en mer pessimistisk tolkning av stadens nattliv vilket förstärks av den skarpa giftgröna färgtonen som kontrasterar mot den blodröda golvmattan. Målningen domineras av två kvinnor, möjligen prostituerade (så kallade kokotter), som iakttas av en herre med cylinderhatt. Det var den versionen han ställde ut på höstsalongen i Paris samma år under namnet Lumière artificielle (artificiellt ljus). Där väckte den uppmärksamhet och Törneman anklagades av franska konstkritiker för att vara moralistisk och misantropisk. Målningen inhandlades kort därefter av Ernest Thiel för 3 000 kronor.
Båda målningarna ingick i Thielska galleriets utställning Axel Törneman. Bohemliv och modernitet som visades 2021.

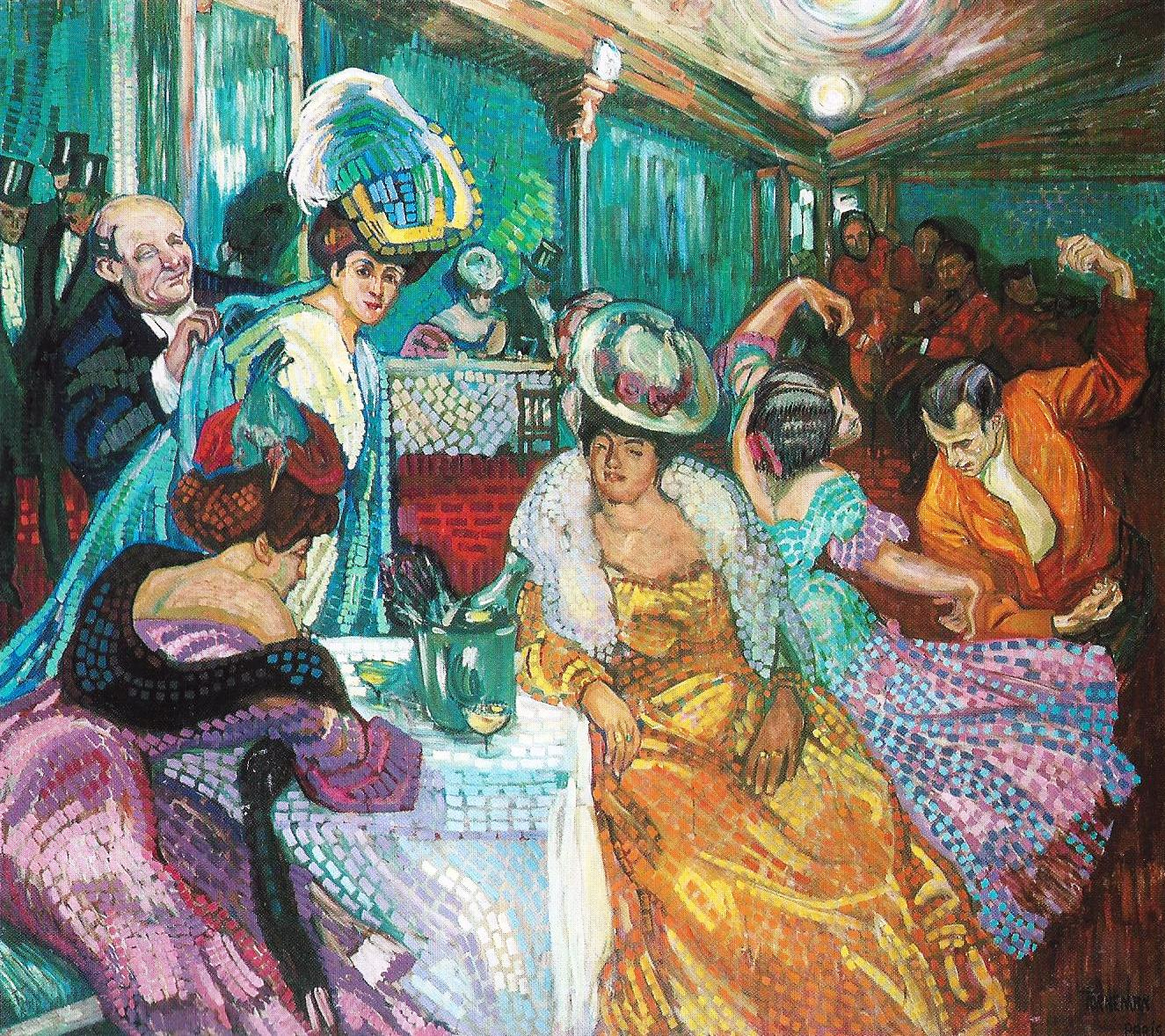
1905 års version ingår i Nya Wermlands-Tidningens konstsamling. Olja på duk, 180 x 200 cm.
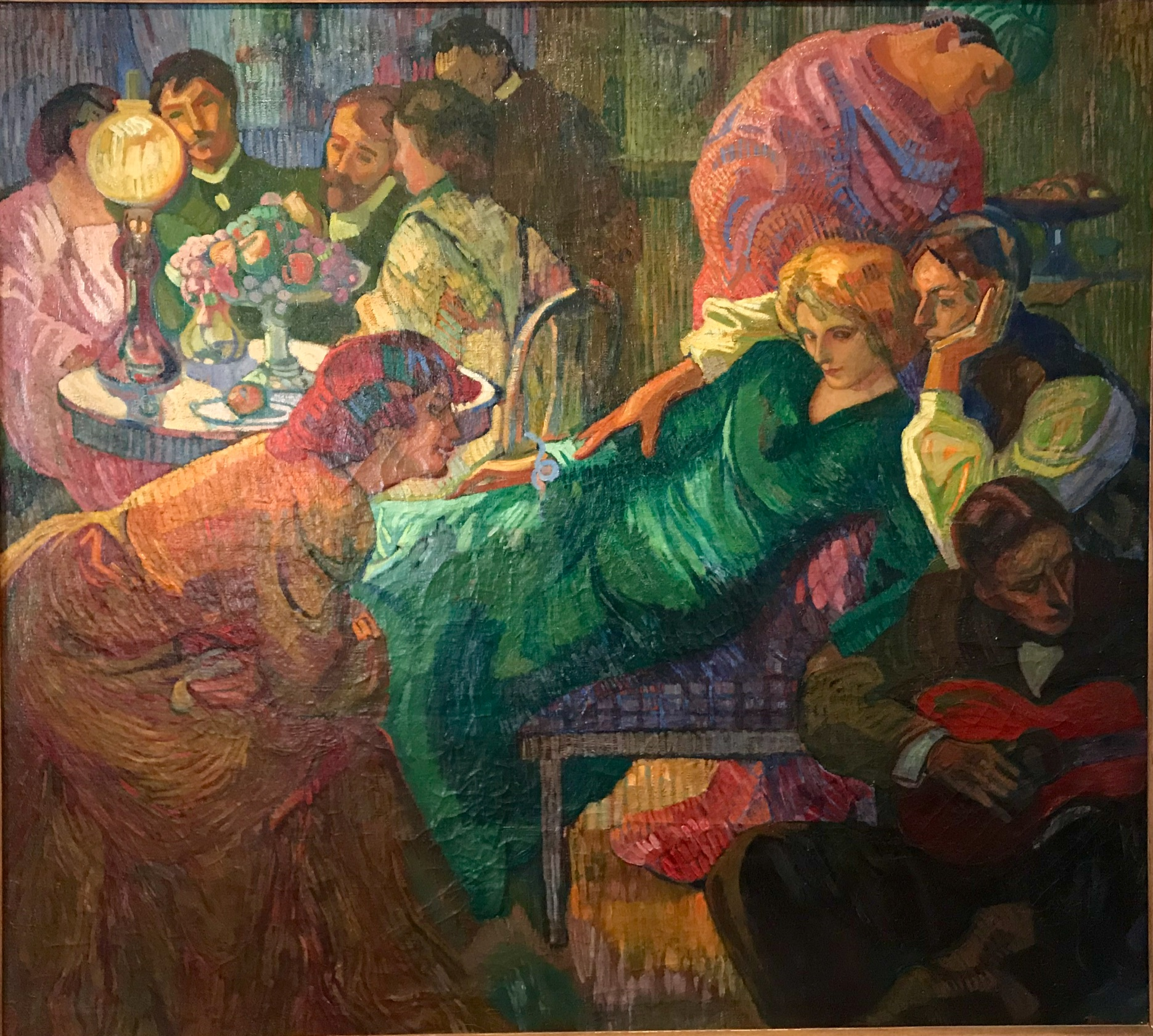
Kring lampan från 1907 ingår i Nya Wermlands-Tidningens konstsamling. Den föreställer konstnären och hans hustru Gudrun Høyer-Ellerfsen sittande på en divan.